# 氮4
氮4是一种由四个氮原子组成的氮单质，化学式为“N4”，其分子呈正四面体形。N4与N2、N3是同素异形体。
在利用金刚石对顶砧得到的极端高压（110多万atm）和高温（2000K）下，氮被聚合成单键的立方偏转的晶体结构。这种结构于钻石的结构类似，都具有很强的共价键。因此{\displaystyle {\ce {N4}}}的别名为“氮钻石”。

## 历史
N4最初由罗马大学的Fulvio Cacace及其同事发现，并命名为“tetranitrogen”（“氮4”）。该发现于2002年1月18日在《科学》期刊中报导。
1956年，科学家已在实验室中制得了N3，但N4的发现比N3的发现迟了将近半个世纪。

## 性质
N4分子是一种不稳定的多氮分子。由于这种物质分解后产生无毒的氮气并释放出大量能量，所以其可能被应用于制造推进剂或炸药。